# جورج واشنطن ماكفي
جورج واشنطن ماكفي هو قاضي وسياسي كندي، ولد في 17 نوفمبر 1880، وتوفي في 23 نوفمبر 1971. حزبياً، نشط في الحزب الليبرالي الكندي. وقد انتخب عضو مجلس العموم الكندي.